# Murat Yakin
Murat Yakin ['muʁɑt ˈjɑkːin] (* 15. September 1974 in Basel, türkisch Murat Yakın [mʊ'ɾɑt jɑˈkɯn]) ist ein ehemaliger Schweizer Fussballspieler und heutiger Fussballtrainer. Seit 2021 ist er Trainer der Schweizer Fussballnationalmannschaft der Herren.

## Jugend
Murat Yakin wurde 1974 in Basel als Sohn türkischer Einwanderer geboren. Mutter Emine hatte aus erster Ehe bereits sechs Kinder, zu denen mit ihrem zweiten Ehemann Mustafa die beiden Söhne Murat und Hakan (* 1977) hinzukamen. Die Grossfamilie lebte in den Gemeinden Muttenz und Münchenstein (Kanton Basel-Landschaft). Nach der Trennung der Eltern war die Mutter auf Sozialhilfe angewiesen. Ab 1982 durchlief «Muri» die Jugendmannschaften des FC Concordia Basel und folgte dem Vorbild seines älteren Halbbruders Ertan Irizik (* 1964), der eine Karriere als Fussballprofi eingeschlagen hatte. Eine Lehre zum Metallbauer brach Yakin vorzeitig ab. Im Januar 1994 erhielt Yakin im Hinblick auf seinen Einsatz in der Nationalmannschaft das Schweizer Bürgerrecht.

## Vereinskarriere
Der Manager Erich Vogel holte den Nachwuchsspieler 1992 zum Erstligisten Grasshopper Club Zürich. Den Profivertrag für ihren minderjährigen Sohn hatte Mutter Emine unterschrieben und dafür ein Handgeld in Höhe von 10'000 CHF erhalten. Kurz vor seinem 18. Geburtstag debütierte Yakin in der Nationalliga A (1:1 gegen den FC Sion am 18. August 1992) und erspielte sich noch während der Saison 1992/93 einen Stammplatz in der Defensive. Unter Trainer Christian Gross erlebten die Grasshoppers einen sportlichen Aufschwung, und Yakin avancierte innerhalb weniger Monate zu einem Leistungsträger. Bereits als junger Profi überzeugte er durch sein Spielverständnis, beschränkte sich nicht auf rein defensive Aufgaben, sondern bewies auch mit 21 Treffern in 122 Pflichtspielen Torgefahr. Allerdings eckte Yakin immer wieder bei Autoritäten an, und GC-Trainer Gross kritisierte seinen Shootingstar, er strenge sich zu wenig an: «Yakin hat nie ein Hehl daraus gemacht, dass er mit dem geringsten Aufwand das Maximum herausholen will.» 1994 gewannen die Hoppers den Schweizer Cup (4:0 gegen den FC Schaffhausen) und wurden anschliessend zweimal in Folge Meister (1994/95, 1995/96). Als erstem Klub aus der Schweiz gelang die Qualifikation für die finanziell lukrative UEFA Champions League. Yakin erzielte dank seiner guten Schusstechnik in der Gruppenphase gegen Ajax Amsterdam (0:1) ein fulminantes Freistosstor aus 40 Metern Entfernung. Trotz dieses Achtungserfolges verpasste GCZ den Einzug in den Viertelfinal.

„Er war, weil er nicht der schnellste war, schon als Spieler ein Taktikfuchs. Er schlug als Abwehrchef lange Bälle, war damit der Zeit voraus. Und er war schon immer einer, der den Gegner sehr gut lesen konnte.“

Im Sommer 1997 wagte Yakin den nächsten Karriereschritt und wechselte für 6,5 Millionen D-Mark Ablöse zum VfB Stuttgart in die Bundesliga. Bei seinem neuen Klub wurde er fast ausschliesslich im defensiven Mittelfeld eingesetzt. Nach einer verheissungsvollen Hinrunde verlor Yakin in der Rückrunde 1997/98 seine Form, und Trainer Joachim Löw beorderte ihn auf die Ersatzbank. Nicht zuletzt weil Yakin als einer der ersten Bundesligaprofis aus Marketinggründen mit weissen Fussballschuhen auflief, warfen ihm Kritiker zuweilen eine phlegmatische Spielweise vor. Mit Stuttgart stand er am 13. Mai 1998 im Finale des Europapokals der Pokalsieger, und obwohl Yakin seit drei Ligaspielen ohne Spielpraxis geblieben war, gab er für den gesperrten Frank Verlaat den Abwehrchef. Der VfB unterlag dem FC Chelsea mit 0:1.
Nach nur einer Saison kehrte Yakin der Bundesliga den Rücken und wurde am 31. Juli 1998 an den türkischen Spitzenklub Fenerbahçe Istanbul verkauft. Er war der Wunschtransfer von Joachim Löw, der das Traineramt übernommen hatte; die Ablösesumme lag bei 10,5 Millionen Mark. Die Mannschaft startete gut in die Saison 1998/99 und beendete die Hinserie als Tabellenführer. Yakin bildete mit Metin Diyadin und John Moshoeu ein harmonisch eingespieltes Mittelfeld. Doch im Februar 1999 verletzte sich Diyadin schwer, und Yakin erhielt nach einem harten Foul eine Sperre von zwei Partien. Fenerbahçe verlor daraufhin die Tabellenführung an Galatasaray und wurde am Saisonende Dritter. Durch die Auswirkungen des verheerenden Erdbebens von Gölcük (17. August 1999) musste die türkische Süper Lig nach dem 2. Spieltag unterbrochen werden. Während die Fenerbahçe-Spieler die betroffene Region besuchten, reiste Yakin unter dem Vorwand in die Schweiz, in die Nationalmannschaft berufen worden zu sein. Dies war aber nicht der Fall. Nach Wiederaufnahme des Ligabetriebs kehrte er zwar zurück, verweigerte jedoch bald wegen einer angeblichen Verletzung seinen Einsatz und verliess Anfang Oktober 1999 «aus Angst vor den Erdbeben» Istanbul endgültig. Daraufhin suspendierte Fenerbahçe den eigenwilligen Yakin. Der Spieler wurde mit einer Geldstrafe in Höhe von 15'000 Mark belegt, und der Klub zahlte ihm kein Gehalt mehr aus (1,7 Millionen Mark netto pro Jahr).
Im Januar 2000 einigte sich der suspendierte Yakin mit dem 1. FC Kaiserslautern auf einen Dreijahresvertrag, allerdings scheiterte der sofortige Vereinswechsel an der von der FIFA festgelegten Ablösesumme in Höhe von 8,4 Millionen Mark. Da Kaiserslautern die Zahlung aufgrund der unklaren Rechtslage verweigerte, wurde Yakin am 1. März 2000 für den Rest der laufenden Spielzeit (1999/2000) an den FC Basel ausgeliehen. Schliesslich nahm Yakin den Spielbetrieb in Kaiserslautern zum 1. Juli 2000 auf. Bei den Roten Teufeln sollte er den abgewanderten Ciriaco Sforza ersetzen und die Rolle des Abwehrchefs übernehmen. Yakin konnte den hohen Erwartungen allerdings nicht gerecht werden und erwies sich nicht als der erhoffte Stabilisator auf der Libero-Position. Aufgrund eines Knorpelschadens im rechten Knie fiel er monatelang aus und musste ein spezielles Aufbautraining absolvieren. Mittlerweile überzeugte Mario Basler als Libero, und Yakin spielte in den Planungen von Trainer Andreas Brehme keine Rolle mehr, weshalb der Vertrag am 24. März 2001 einvernehmlich aufgelöst wurde. Damit waren für den Vorstandsvorsitzenden Jürgen Friedrich alle anhängigen Transfermodalitäten zwischen dem 1. FC Kaiserslautern und Fenerbahçe Istanbul gegenstandslos.
Zur Saison 2001/02 kehrte Yakin in die Schweiz zurück und unterzeichnete einen Vertrag beim FC Basel, der sich dank der finanziellen Unterstützung der Mäzenin Gisela «Gigi» Oeri an der Schwelle zur erfolgreichsten Phase der Klubgeschichte befand. Trainer in Basel war sein Förderer Christian Gross, der wusste, dass Yakin nicht der Verlässlichste war und sowohl im Training als auch auf und neben dem Platz seine Freiheiten brauchte. Yakin war als Abwehrchef von Beginn an ein prägender Akteur und übernahm als neuer Captain eine Führungsrolle. Der FCB gewann erstmalig seit 22 Jahren wieder die Meisterschaft sowie durch einen 2:1-Finalsieg am 12. Mai 2002 über die Grasshoppers den Cup. In der Verlängerung hatte Yakin durch einen Handspenalty den Siegtreffer erzielt und das Double perfekt gemacht. 2003 gewann Yakin mit seiner Mannschaft den Schweizer Cup, und 2002, 2004 sowie 2005 wurde er mit den Baslern Schweizer Meister. 2002 qualifizierte sich Yakin mit dem FC Basel für die UEFA Champions League.

## Nationalmannschaft
Yakin absolvierte in den Jahren 1994 bis 2004 49 Spiele für die Schweizer Fussballnationalmannschaft und schoss dabei vier Tore. Sein grösster Erfolg in der Nationalmannschaft, in der er die Rückennummer 5 trug, war die Qualifikation der Schweiz für die EM 2004 in Portugal. In der Gruppe mit Frankreich, England und Kroatien kamen die Schweizer auf den 4. Platz.

## Karriere als Trainer
Nach Beendigung seiner Fussballerkarriere übernahm Yakin 2006 das Traineramt bei seinem Jugendverein Concordia Basel. Ab Sommer 2007 war er Co-Trainer beim Grasshopper Club Zürich, er wurde dem Chef-Trainer des Klubs, Hanspeter Latour, zur Seite gestellt. Später trainierte er bei GC die U-21.

### FC Thun
Am 5. Juni 2009 unterzeichnete Yakin einen bis Juni 2011 gültigen Vertrag als Cheftrainer beim FC Thun. Dieser gewann den Challenge-League-Meistertitel und kehrte damit nach zwei Jahren Absenz wieder in die Super League zurück. Anfang August 2010 wurde der bis 2011 gültige Vertrag um ein weiteres Jahr bis 30. Juni 2012 verlängert.

### FC Luzern
Trotz dieser Vertragsverlängerung wechselte Yakin zur Saison 2011/12 als Cheftrainer zum FC Luzern. Dort traf er auf seinen jüngeren Bruder Hakan, der zum Spielerkader der Luzerner gehörte. In seiner ersten Saison beim FC Luzern führte er den Klub in den Schweizer Cupfinal und beendete die Super League hinter dem FC Basel auf dem zweiten Rang. Nachdem in der Saison 2012/13 in den ersten sechs Spielen nur drei Punkte erzielt worden waren, wurde Yakin am 20. August 2012 entlassen und durch Ryszard Komornicki ersetzt.

### FC Basel
Am 15. Oktober 2012 verpflichtete der FC Basel Yakin als Nachfolger des zuvor entlassenen Trainers Heiko Vogel und wurde mit ihm 2013 und 2014 Schweizer Meister. Am 17. Mai 2014 wurde bekanntgegeben, dass die Zusammenarbeit nicht fortgeführt werde.

### Spartak Moskau
Am 15. Juni 2014 unterzeichnete Yakin einen Vertrag über zwei Jahre mit dem russischen Fussballclub Spartak Moskau. Bereits nach einem Jahr wurde der Vertrag mit Spartak Moskau in gegenseitigem Einvernehmen aufgelöst, nachdem neben dem Präsidenten auch der General Manager den Verein verlassen hatte.

### FC Schaffhausen
Am 21. Dezember 2016 unterzeichnete Yakin einen bis 30. Juni 2017 gültigen Vertrag als Cheftrainer beim FC Schaffhausen. Am 27. April 2017 wurde dieser um ein weiteres Jahr bis 30. Juni 2018 verlängert.

### Grasshopper Club Zürich
Am 25. August 2017 übernahm Yakin von Carlos Bernegger den Trainerposten des Grasshopper Club Zürich in der Schweizer Super League. Im April 2018 wurde Yakin freigestellt.

### FC Sion
Am 17. September 2018 übernahm Yakin das Traineramt im FC Sion, er blieb bis zu seiner Freistellung im Mai 2019.

### Rückkehr nach Schaffhausen
Im Juni 2019 kehrte er als Trainer zum Challenge-League-Klub FC Schaffhausen zurück, an dem er auch Aktienanteile hält. Yakin bestreitet, dass er am FC Schaffhausen beteiligt ist.

### Schweizer Nationalmannschaft
Am 9. August 2021 trat Yakin als Cheftrainer der Schweizer Nationalmannschaft die Nachfolge von Vladimir Petković an, der nach Erfolgen an der WM 2018 und der EM 2021 die ersten beiden Spiele der Qualifikation für die WM 2022 gewonnen hatte. Mit unkonventionellen Ideen wie einem Comeback seines ehemaligen Klubkollegen Fabian Frei erzielte Yakin zwei Unentschieden gegen den Gruppenfavoriten Italien. Damit belegte die Schweiz den 1. Gruppenrang, Italien verpasste dagegen die Qualifikation gegen Nordmazedonien. An der WM in Katar erreichte die Schweiz den 2. Gruppenplatz, punktgleich hinter Brasilien, verlor aber den Achtelfinal ersatzgeschwächt gegen Portugal 1:6. Das trug Yakin heftige Kritik ein, unter anderem weil er nur einen Rechtsverteidiger aufgeboten hatte.
In der Qualifikation für die EM 2024 galt die Schweiz als klare Favoritin in ihrer Gruppe. Nach Siegen in den ersten drei Spielen erzielte sie aber nur noch im Heimspiel gegen Andorra drei Punkte. Fünfmal musste sie sich mit Unentschieden begnügen, weil sie späte Gegentreffer hinnahm, und das Spiel um den Gruppensieg verlor sie gegen Rumänien 0:1. Yakin, der im November 2023 seine Mutter als Familienoberhaupt verlor, sah sich deshalb mit Rücktrittsforderungen konfrontiert. Der Schweizerische Fussballverband hielt aber trotz aller Kritik an ihm fest.
Nach den unbefriedigenden Leistungen in der Qualifikation weckte die Nati kaum Erwartungen für die EM 2024. Sie überzeugte aber mit starken Auftritten gegen die Gruppengegner Ungarn, Schottland und Deutschland, im Achtelfinal gegen Italien und im Viertelfinal gegen England, den sie erst im Penaltyschiessen verlor, dies vor allem dank den taktischen Entscheiden und dem motivierenden Umgang mit dem Team von Yakin. Die Medien meinten deshalb, Yakin sei der grösste Schweizer EM-Gewinner: Er treffe Spiel für Spiel die richtigen Entscheide; erstmals in seiner Trainerkarriere habe er gelernt, auf seine Spieler und seine Berater zu hören und Fehler zu korrigieren.
Nach der EM 2024 verlängerte der SFV den Vertrag mit Yakin und seinem Assistenten Giorgio Contini. Das eingespielte Duo führt die Nati also in die Qualifikation für die WM 2026.

## Privatleben
Murat Yakin ist verheiratet und hat zwei Töchter. Seit der Jugend machte er erfolgreich Immobiliengeschäfte. 2022 gründete er die Yakin Group mit Sitz in Wollerau, um Möbel, Betten und vor allem Matratzen zu verkaufen.

## Sonstiges
Bei Aufnahmen zum Schweizer Film Ferienfieber spielte Murat Yakin bei einem Kurzauftritt sich selbst.

## Titel und Erfolge

### Als Spieler
Grasshopper Club Zürich:
- Schweizer Fussballmeister: 1995, 1996
- Schweizer Cupsieger: 1994

FC Basel:
- Schweizer Fussballmeister: 2002, 2004, 2005
- Schweizer Cupsieger: 2002, 2003

### Als Trainer
FC Basel:
- Schweizer Fussballmeister: 2013, 2014

## Auszeichnungen
- Schweizer Fussballer des Jahres: 2002
- Verteidiger des Jahres: 2002, 2003, 2004
- SFL Best Coach: 2013, 2017